# Рік золотої рибки
«Рік золотої рибки» — російсько-український телевізійний фільм 2007 року.

## Зміст
У чарівної співачки Лади успіх у всіх життєвих сферах. Є і кар'єра, і фінанси, і прекрасний молодий чоловік, із яким вона збирається оформляти стосунки. Лада влаштовує дівич-вечір. Запрошує туди і тих, із ким колись навчалася в школі. Звичайні люди, зі своїми проблемами і прагненнями, часто розчаровані в житті. Лада впевнена, що може поліпшити все і вирішити їхні проблеми. Та чи так це?

## У ролях
- Ірина Гриньова — Лада
- Дмитро Ульянов — Вадим
- Олена Ксенофонтова — Ніна
- Олександр Самойленко — Ісидор
- Олена Панова — Маша
- Василь Щипіцин — Михайло
- Євгенія Дмитрієва — Ася
- Олексій Вертинський — Валдек
- Олена Корєнєва — Альбіна
- Станіслав Боклан — Вельянович
- Галина Опанасенко — мати Лади
- та інші.

## Творча група
- Автор сценарію: Олена Цвентух
- Режисер-постановник: Андрій Красавін
- Оператор-постановник: Сергій Рябець
- Художник-постановник: Михайло Шевченко
- Композитор: Михайло Алексєєв
- Другий режисер: Дмитро Аболмасов
- Монтаж: Віктор Онисько
- Звукорежисер: Максим Чуб
- Художник по костюмах: Галина Кожевникова